# Kayea coriacea
Kayea coriacea là một loài thực vật có hoa thuộc họ Clusiaceae.
Loài này chỉ có ở Neil Mcewens Garden.